# Ernst Josef Fittkau
Ernst Josef Fittkau, auch Ernesto oder Sepp Fittkau, (* 22. Juli 1927 in Neuhof, Kreis Braunsberg, Ermland; † 12. Mai 2012 in München) war ein deutscher Zoologe. Er war Leiter der Zoologischen Staatssammlung München und erforschte insbesondere die Zuckmücken (Chironomidae) des Amazonasgebietes.

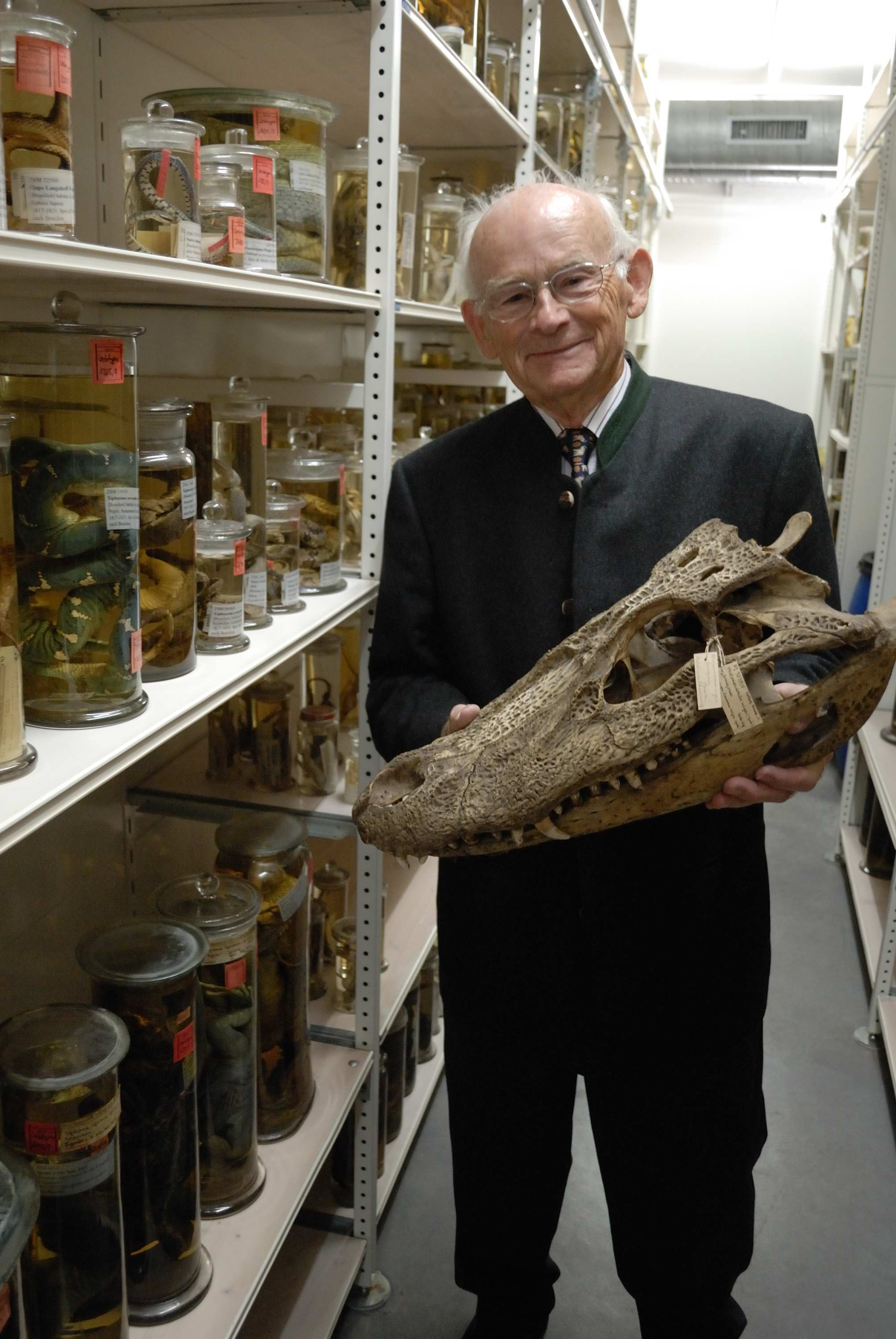
Ernst Josef Fittkau mit einem von Spix gesammelten Kaimanschädel (Mohrenkaiman)

## Leben
Ernst Josef Fittkau war ein Sohn des Dorflehrers Hugo Fittkau und  wuchs in Ermland auf. Einer seiner älteren Brüder war Gerhard Fittkau (1912–2004), ein anderer war  Hans Werner Fittkau (1913–2002), Priester und Kakteenfreund, später in Mexiko. Er wurde als Flakhelfer bei der Kriegsmarine einberufen, dann zum Reichsarbeitsdienst und war Marineinfanterist an der Ostfront. Nach der Kriegsgefangenschaft arbeitete er als Landarbeiter und besuchte ab 1946 das Gymnasium in Meppen/Ems. Er arbeitete schon vor seinem Studium im Zoologischen Museum Göttingen. Er studierte Biologie in Freiburg und Kiel. Er forschte über Chironomidae der Fulda in Schlitz. Dann war er Assistent an der Hydrobiologischen Anstalt der Max-Planck-Gesellschaft in Plön. Später arbeitete er bei Lars Brundin (1907–1993) am Reichsmuseum in Stockholm. 1959 promovierte er über die Tanypodinae, eine Unterfamilie der Chironomidae.
Von 1960 bis 1962 forschte er in Manaus (Brasilien) über Zuckmücken. Auch nach seiner Rückkehr nach Plön bearbeitete er weiterhin die Systematik und Morphologie der Chironomidae des Amazonasgebietes. 1974 wurde er von der Universität Kiel habilitiert und lehrte in aquatischer Ökologie.
1976 wurde Fittkau zum Direktor der Zoologischen Staatssammlung ernannt, und war somit der achte Nachfolger von Johann Baptist von Spix. Diese Stellung hatte er bis 1992 inne. Er hat sehr viele weitere Expeditionen nach Südamerika unternommen und dabei nicht nur viel zoologisches Material gesammelt, sondern auch eine wertvolle Sammlung von ethnologischen Gegenständen zusammengetragen.
Fittkau lebte nach seiner Emeritierung mit seiner Familie in Icking südlich von München.

## Wissenschaftliche Bedeutung
Fittkau hat sehr viel gesammelt. Die von ihm gesammelten zoologischen Präparate befinden sich in der Zoologischen Staatssammlung. Durch seine Aktivitäten hat die Zoologische Staatssammlung München eine international bedeutende Chironomiden-Sammlung. Die ethnologische Sammlung ist auch von großer Bedeutung; sie befindet sich inzwischen im Museum Fünf Kontinente in München.
Fittkau hat etwa 30 Gattungen und 100 Arten von Zuckmücken beschrieben. Noch viel mehr Arten wurden durch seine vielen Schüler beschrieben. Er hat ca. 100 Diplom-, Doktor- und andere Examensarbeiten betreut. Viele davon stellen wichtige Beiträge zur Systematik der Chironomidae dar.
Als Direktor der Zoologischen Staatssammlung war es ihm vergönnt das neue Sammlungsgebäude in Obermenzing zu eröffnen. Er setzte sich sehr erfolgreich dafür ein, dass der Gründer der Zoologischen Staatssammlung, Johann Baptist Spix, der zeitweise weitgehend vergessen war, wieder bekannter wurde, in dem er mehrere Publikationen über ihn veröffentlichte, die Zeitschrift der Zoologischen Staatssammlung nach ihm „Spixiana“ benannte und eine Ritter-von-Spix-Medaille initiierte. Im Jahre 2001 erhielt er für seine Verdienste die Meigen-Medaille der Deutschen Gesellschaft für allgemeine und angewandte Entomologie.